# Letis orcus
Letis orcus är en fjärilsart som beskrevs av Guido Benno Feige 1971. Letis orcus ingår i släktet Letis och familjen nattflyn. Inga underarter finns listade i Catalogue of Life.